# هنری هلت دیل
 هنری هلت دیل  (انگلیسی: Henry Hallett Dale؛ زاده ۹ ژوئن ۱۸۷۵ درگذشته ۲۳ ژوئیهٔ ۱۹۶۸) یک دانشمند در زمینه داروشناسی و فیزیولوژی اهل بریتانیا بود.
وی همچنین برنده جوایزی همچون جایزه نوبل فیزیولوژی و پزشکی شده است.